# NHKアート
株式会社NHKアート（登記社名: 株式会社エヌ・エイチ・ケイ・アート 英: NHK ART,Inc.）は、日本放送協会（NHK）の美術業務全般担う総合デザインプロダクション。主にテレビ番組、イベント、ホールの美術などに携わる企業。

## 概要
1961年（昭和36年）7月1日にNHK本体の美術制作部門を分社化して、「株式会社NHK美術センター」として設立。1970年代に入ってから、民放や民間団体の美術管理業務にも積極的に携わるようになった。
主な美術管理業務に、NHKホール、沖縄海洋博覧会、神戸ポートアイランド博覧会、科学万博、愛・地球博、神奈川県民ホール、武蔵野市民文化会館、サントリーホール、東京オペラシティコンサートホール、東京文化会館、第一生命ホールなど。
1990年1月に社名を変更した。

## 主な実績
※特に記述がない場合はNHK

### テレビ
（凡例）太字：現在放映中また継続中（特番の場合）の番組・これから放映される番組。